# Реки Якутии
Ре́ки Яку́тии — система рек Республики Саха (Якутия). В регионе огромное множество рек и речек (также и озёр), он является одним из самых «речных» и «озёрных» в России.

## География
Бо́льшая часть территории республики (около 65 %) лежит в северной части бассейна Лены. К нему полностью или частично относится территория 22 из 33 административных районов республики. Оставшаяся часть относится к бассейнам других крупных рек, впадающих в моря Северного Ледовитого океана — Анабара, Оленёка, Яны, Индигирки, Колымы и др.
Лена служит хозяйственным стержнем республики и вместе со своими главными притоками — Алданом и Вилюем образует основную систему её водных путей.
Десятка крупнейших рек Якутии
| Река      | Расход воды (м³/с) | Длина (км) | Площадь бассейна (км²) |
| Лена      | 16 350             | 4400       | 2 490 000              |
| Алдан     | 5060               | 2273       | 729 000                |
| Колыма    | 3800               | 2129       | 643 000                |
| Витим     | 2000               | 1978       | 225 000                |
| Олёкма    | 1950               | 1436       | 210 000                |
| Индигирка | 1570               | 1726       | 360 000                |
| Вилюй     | 1468               | 2650       | 454 000                |
| Оленёк    | 1210               | 2292       | 219 000                |
| Яна       | 925                | 872        | 238 000                |
| Анабар    | 498                | 939        | 100 000                |

В зависимости от условий формирования режима различают равнинные, горные, озёрные, болотные, травяные реки, а в зависимости от размера — большие, средние и малые. К большим относятся реки, протекающие в пределах нескольких географических зон (Лена, Яна, Индигирка, Колыма, Оленёк). Условно к категории больших рек относят равнинные реки, имеющие площадь водосбора больше 50 тыс. км². В Якутии 23 реки имеют водосбор больше этого критерия. Средняя река протекает в пределах одной географической зоны, условно к этой категории относятся равнинные реки, имеющие площадь водосбора в пределах от 2 до 50 тыс. км². Реки, имеющие сток в течение всего года или кратковременно прерывающиеся за счёт истощения запасов воды с площадью водосбора в 1-2 тыс. км², относятся к малым рекам.
Речная сеть Якутии принадлежит к бассейнам морей Лаптевых и Восточно-Сибирского. На территории республики протекает почти 0,5 млн рек и речек общей длиной более 1,5 млн км. Все крупные реки в верхнем течении имеют горный характер, в среднем — переходный горно-равнинный, а в нижнем течении обычно выходят на обширные заболоченные низменности и становятся типичными равнинными реками. В питании рек принимают участие снеговые и дождевые воды и в меньшей степени ледники, наледи и подземные воды.
Для большинства рек характерны высокие весенние половодья, обусловленные таянием снегов в условиях подстилания многолетнемёрзлого водоупора, и ежегодно повторяющиеся летние и осенние паводки, связанные с выпадением дождей, а также исключительно длительная и низкая зимняя межень. Основная доля стока рек проходит в тёплое время года, зимний сток не превышает 1-10 % годового стока. Ежегодно реки Якутии сбрасывают в арктические моря в среднем около 900 км³ пресной воды. Ледостав на реках длится 6-8 месяцев, мощность ледяного покрова доходит до 3 м.
Хозяйственное значение рек огромно. В долинах рек располагается большинство населённых пунктов. Крупные реки — это основные транспортные артерии республики. Низовья рек Лены, Яны, Индигирки, Колымы являются местом рыболовства. На долю рек Якутии приходится почти половина гидроресурсов Восточной Сибири и свыше 15 % запасов стран СНГ. Только одна Лена может дать более 25-30 млн кВт электроэнергии, а всего потенциальные гидроэнергоресурсы рек Якутии оцениваются приблизительно в 700 млрд кВт. На реке Вилюе действует первая в зоне вечной мерзлоты гидроэлектростанция. Строительство ГЭС в районах с очень длинной зимой связано с созданием сверхкрупных водохранилищ. При накоплении их затопляются большие площади плодородных земель и значительные запасы древесины, которая, попадая в анаэробные условия, разлагается и ухудшает качество воды. Таким образом, подобные преобразования приводят к нарушению экологии крупных территорий.